# Knowing Me, Knowing You
«Knowing Me, Knowing You» (рабочие названия: «Ring It In», «Number One, Number One») — песня шведской группы ABBA, написанная Бенни Андерссоном, Бьорном Ульвеусом и Стигом Андерсоном, вокал — Анни-Фрид Лингстад. «Knowing Me, Knowing You» также была издана на альбомах Arrival и ABBA Gold: Greatest Hits и включена в мюзикл Mamma Mia!.

## История
«Knowing Me, Knowing You» была записана в 1976 году на студии Metronome в Стокгольме и выпущена в феврале следующего года, став одной из наиболее успешных песен ABBA. Второй стороной сингла послужила песня «Happy Hawaii», модификация другой композиции ABBA, «Why Did It Have to Be Me», с другим текстом и вокалистом. Интересно, что «Knowing Me, Knowing You» стала первой песней ABBA, связанной с расставанием, и этим предварила разводы членов группы, наряду с «The Winner Takes It All», «One of Us» и «When All Is Said And Done». В интервью 2004 года Бенни Андерссон назвал «Knowing Me, Knowing You» одной из лучших песен ABBA наряду с «Dancing Queen», «The Winner Takes It All» и «When I Kissed the Teacher».
Песня «Knowing Me, Knowing You» стала очередным хитом АВВА, во многом благодаря огромному успеху альбома Arrival, с которого она была взята. Она стала № 1 в чартах UK, Ирландии, ФРГ, ЮАР и Мексики; попала в топ-3 в Австрии, Бельгии, Канаде, Швейцарии и Нидерландах; также попала в десятку лучших песен в Норвегии, Новой Зеландии, Австралии, Франции. В США песня стала № 14.
«Knowing Me, Knowing You» также стала началом серии британских «чарт-топперов» ABBA (продолженных «The Name of the Game» и «Take a Chance on Me»).

## Музыкальное видео
В музыкальном видео артисты показываются на разных цветных фонах. На протяжении видео они обращены лицом друг к другу, но отворачиваются в другую сторону, когда в песне начинается новая фраза, также есть сцены, где они обнимаются. В конце видео Агнета и Анни-Фрид уходят вдаль по густому снегу. Видео было срежиссировано будущим номинантом на премию Оскар Лассе Холстрёмом и является важным этапом в его карьеры наряду с большинством других видеороликов группы, созданных им же.

## Позиции в хит-парадах
| Чарт (1977)                       | Позиция |
| --------------------------------- | ------- |
| UK Singles Chart                  | 1       |
| Irish Singles Chart               | 1       |
| German Singles Chart              | 1       |
| Eurochart Hot 100 Singles         | 1       |
| Austrian Singles Chart            | 2       |
| Belgian VRT Top 30 Singles Chart  | 2       |
| Canadian Singles Chart            | 2       |
| Dutch Top 40                      | 3       |
| Swiss Singles Chart               | 3       |
| Norwegian VG-lista Singles Chart  | 6       |
| U.S. Billboard Adult Contemporary | 7       |
| New Zealand RIANZ Singles Chart   | 8       |
| French IFOP Singles Chart         | 9       |
| Australian Singles Chart          | 9       |
| U.S Billboard Hot 100             | 14      |
| Finnish Singles Chart             | 16      |
| Spanish Singles Chart             | 17      |

| Хит-парад (1977)             | Позиция |
| ---------------------------- | ------- |
| Великобритания (Gallup Poll) | 5       |

## Кавер-версии
- Шведская группа A*Teens включила свою кавер-версию песни в качестве бонусного трека на японское издание альбома The ABBA Generation.
- Королевский филармонический оркестр записал инструментальную версию песни для альбома 1987 года «Abbaphonic»[5].
- Вокалист финской группы HIM Вилле Вало и британский гитарист Марк Джемини Твейт выпустили свою кавер-версию песни в апреле 2016 и сняли одноименный клип[6].

## Упоминания в других произведениях
- Отрывки из песни встречаются в фильме «ABBA: The Movie» (1977).